# Andrea Ferrucci
Andrea Ferrucci (1465, Fiesole – 1526, Florencie), také známý jako Andrea di Piero Ferruzzi nebo Andrea da Fiesole byl italský sochař. Byl příbuzným umělce Francesca di Simone Ferruccione (1437-1493).
Podle Vasariho knihy Životy nejvýznamnějších sochařů, malířů a architektů byl Ferrucci žákem Michèla Maniho z Fiesole. Roku 1487 pracoval pro krále Ferdinanda I. Oženil se s dcerou Antonia Marchesi (1451-1522), králova architekta a vojenského inženýra. Andrea Ferrucci byl učitelem Silvia Cosiniho.

## Externí odkazy

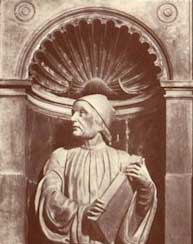
Busta Marsilia Ficina od Andrei Ferrucciho, Santa Maria del Fiore